# Zárubice
Zárubice är en ort i Tjeckien.   Den ligger i regionen Vysočina, i den sydöstra delen av landet, 160 km sydost om huvudstaden Prag. Zárubice ligger 500 meter över havet och antalet invånare är 121.
Terrängen runt Zárubice är huvudsakligen platt. Zárubice ligger uppe på en höjd. Runt Zárubice är det ganska glesbefolkat, med 40 invånare per kvadratkilometer. Närmaste större samhälle är Třebíč, 12,4 km nordväst om Zárubice. Trakten runt Zárubice består till största delen av jordbruksmark.